# 多恩施泰滕
多恩施泰滕（德語：Dornstetten，發音：[dɔʁnˈʃtɛtn̩] ⓘ）是德国巴登-符腾堡州卡尔斯鲁厄行政区弗罗伊登施塔特县的城市，面积24.2平方千米，2023年12月31日人口为8,282人。